# أراماكي
قرية المسوري دبع الداخل
- - قرية المسوري دبع الداخل تقع في عزلة دبع الداخل، مديرية الشمايتين، محافظة تعز، جنوبي غرب اليمن.**

تتميز هذه القرية بموقعها الجغرافي الجميل، حيث تحيط بها الجبال والوديان الخضراء، مما يجعلها ملاذاً مثالياً للهروب من صخب المدينة والاستمتاع بالطبيعة الخلابة.
- **ويكيبيديا:**

## مظهره
نظرًا لأن ريوكوغيو لم يظهر في القصة حتى الآن، فإن النطاق الكامل لمظهره الحالي غير معروف. الميزة الوحيدة المميزة للأدميرال هي أن لديه شعرًا مجعدًا ومموجًا ويبدو أنه يرتدي معطفًا بحريًا مثل بورسالينو وإيشو.

## قوته وقدراته
ريوكوغيو كأي ادميرال لديه قوة كافية ليكون في المرتبة الثانية في البحرية، كما لديه القوة لاستخدام الباستر كول وكأي ادميرال لديه القدرة لسحب لقب الشيبوكاي

### الهاكي
يمتلك ريوكوغيو الهاكي، فجميع الأدميرالات يمتلكون الهاكي.

## ترشيحه لمنصب أدميرال
بعد انتهاء حرب القمة بين المارين(البحرية) واللحية البيضاء، واستقالة العديد من الأسماء القوية والمُهمة في البحرية والتي تركت فجوة كبيرة وخسارة في القوة العسكرية على الحكومة، قررت الحكومة أن تمنح البحرية قوة لامثيلَ لها، وتعويض الخسائر الكبيرة التي حدثت بعد الحرب، فبعد تولي أكاينو زمام السُّلطة في البحرية، شرعت الحكومة بتنفيذ حملة التجنيد الشاملة، وهي عبارة عن تجنيد الأشخاصِ الأقوياء في الدول التابعة للحكومة والتى يبلغ عددها 170 دولة وضمهم للبحرية؛ وبهذا استطاعت الحكومة سد الفجوة بتدعيم البحرية بأسماء جدد، كان من ضمنهم أدميرالين، وبحكم أن مُستوى النواب الحاليين في البحرية لا يؤهلهم أبداً لأخذ منصب الأدميرال؛ تم ترشيح كل من (فوجيتورا وريوكوغيو) لإستلام هذا المنصب الكبير، وإلى حد الآن لم يتم توضيح الطريقة التي قامت عليها حملة التجنيد الشاملة، ولازلنا بحاجة إلى معلومات وتوضيحات أكثر حَوْلَ هذهِ العملية الكبيرة التي قامت بها الحكومة.